# Veeningen
Veeningen is een officiële kern in de gemeente De Wolden, provincie Drenthe (Nederland). Het is gelegen aan de verbindingsweg die van Rogat naar de aansluiting op de A28 bij Zuidwolde loopt. Dorpsfeest het "Veeningerfeest" wordt elk jaar het tweede weekend van juli gehouden.
Ten zuidoosten van Veeningen ligt het landgoed De Hazenkamp. Op het terrein daarvan staat een Amerikaanse windmotor.